# Luca de Samuele Cagnazzi
Luca de Samuele Cagnazzi (Altamura, 28 ottobre 1764 – Napoli, 26 settembre 1852) è stato un politico, scienziato e arciprete italiano.
Apparteneva alla nobile famiglia dei de Samuele Cagnazzi e in alcune sue opere si occupò anche di meteorologia, sotto impulso del suo amico Giuseppe Maria Giovene, e di pedagogia ed è stato l'inventore del tonografo.

## Biografia

### I primi anni
Luca de Samuele Cagnazzi nacque ad Altamura la notte del 28 ottobre 1764 da Ippolito de Samuele Cagnazzi e Livia Nesti. In seguito alla morte prematura del padre, avvenuta nel 1767, il giovane Luca, insieme al fratello maggiore Giuseppe, finirono sotto l'egida di Carlo de Marco, un amico del loro padre che ne curò la loro educazione ed avviamento a carriere prestigiose. Il 4 giugno 1772 i due fratelli entrarono nel Collegio di Bari, appena fondato, ove ebbero come insegnanti, tra gli altri, Emanuele Mola, Filippo Farchi, e Nicola Fiorentino. Il direttore e Luigi Sagrariga Visconti. Cagnazzi uscì dal collegio nell'ottobre del 1779.
Cagnazzi ricevette in collegio solo un'istruzione basilare in matematica, studiando solo geometria piana, logica e "cronologia". Continuò a studiare presso l'Università degli Studi di Altamura con il professor Giuseppe Carlucci, con cui terminò "il resto del corso filosofico", mentre studiò diritto con il professor Domenico Castelli della stessa università.
Cagnazzi dovette studiare la matematica principalmente da autodidatta, fatta eccezione per i rudimenti del Collegio di Bari. Lo studio della matematica avanzata, come ad esempio l'analisi infinitesimale, era all'epoca ignorato nel Regno di Napoli, "avendomene solamente eccitato il desiderio Fiorentini", e studiò per conto proprio il Compendio d'analisi di Girolamo Saladini, pur incontrando notevoli difficoltà nelle equazioni di grado superiore al secondo. Per risolvere tali difficoltà, Cagnazzi ebbe una corrispondenza epistolare con lo stesso Saladino, il quale tra l'altro gli consigliò di studiare la sua opera principale, le Institutiones Analyticae, scritta insieme a Vincenzo Riccati.
Successivamente Cagnazzi si spostò a Napoli, dove proseguì i suoi studi e fu avviato alla carriera ecclesiastica. I suoi insegnanti furono, il canonico Ignarra, Marino Guarani e Francesco Conforti. A Napoli, Cagnazzi comprese di essere particolarmente preparato in matematica in confronto ai suoi coetanei, tanto da essere paragonato ai più bravi matematici di Napoli. Come lui stesso afferma, "il solo che mi faceva ombra era Annibale Giordano". A Napoli, Cagnazzi ebbe modo di studiare matematica e le scienze e scambiare opinioni con i luminari napoletani, ma dovette studiare anche a malincuore diritto e teologia dal momento che il marchese Carlo de Marco teneva conto del suo studio; questa sorta di conflitto tra disciplina amate e discipline odiate e imposte a malincuore compare più volte all'interno della sua autobiografia, e dalla sua stessa esperienza si apprende come tale situazione fosse molto comune ai suoi tempi; qualche suo conoscente aveva addirittura sviluppato una specie di malattia derivata dall'imposizione di discipline non congeniali con la propria vocazione.
Già dalla sua giovinezza, Cagnazzi cominciò ad avere dei problemi di salute; essi furono di vario tipo (dolori al fianco, febbre ecc.) e sono tutti documentati dettagliatamente all'interno della sua autobiografia. Alcune malattie furono probabilmente dovute ai suoi viaggi, intensificatisi a partire dal 1799.

### Il ritorno all'Università di Altamura
In seguito a un dolore al fianco sinistro, gli fu consigliato dal medico Domenico Cotugno di ritornare nella propria città Altamura. Nell'università di questa città mancava un'insegnante per la cattedra di matematica. Cagnazzi convinse il rettore Gioacchino de Gemmis a inserire una cattedra di matematica, dal momento che fino ad allora vi era solo un insegnamento di geometria piana. Dopo alcuni esami che Cagnazzi dovette ottenere dal Cappellano Maggiore, Cagnazzi ottenne nel 1787 la cattedra di matematica ma ebbe a pentirsene in seguito volendo piuttosto ritornare nella capitale, ma era già "Canonico di Altamura ed ordinato in sacris".
Cagnazzi ebbe in seguito la possibilità di ritornare a Napoli, dove poté approfondire le sue conoscenze in ambito mineralogico con l'aiuto di Alberto Fortis, col quale Cagnazzi rimase in contatto anche dopo il suo ritorno in Lombardia (inverno 1789) attraverso una fitta corrispondenza e uno scambio di minerali.
A febbraio del 1790, mentre era a Napoli, Cagnazzi fu nominato Primicerio della Cattedrale di Altamura e "dovei dottorarmi nella maniera ridicola che si praticava nel Collegio del Principe di Avellino". A giugno dello stesso anno ritornò ad Altamura e cominciò a insegnare "il corso filosofico naturale e razionale", andando a sostituire Giuseppe Carlucci, che insegnava il suddetto corso. Cagnazzi descrive Carlucci come "ben istituito nelle materie ecclesiastiche e di filosofia razionale" e sprezzante della superstizione "che si promoveva da sciocchi preti".
Negli anni tra il 1790 e il 1799 ritornerà abbastanza spesso a Napoli e negli stessi anni gli saranno offerte cariche ecclesiastiche importanti (incluso il vescovado) che Cagnazzi sistematicamente rifiuterà. Nella sua autobiografia, afferma: "Confesso che io non disprezzava il vescovato, ma non voleva molto giovane ligarmi ad una vita molto circospetta, come quella di un Vescovo".
Nell'estate del 1798, Cagnazzi dovette ritornare ad Altamura e intanto "si prevedeva la prossima invasione de' francesi nel Regno". Il governo napoletano voleva allora comprendere quanti uomini adatti alle armi ci fossero nel Regno di Napoli al fine di farne un esercito che ne contrastasse l'invasione. La Segreteria dell'ecclesiastico possedeva dei dati relativi ai matrimoni e ai nati del regno senza alcun'altra informazione a corredo dei dati. L'Ufficiale Maggiore allora si rivolse a Cagnazzi il quale diede la sua prima dimostrazione di abilità nei calcoli e, da quel momento, la sua competenza tecnica lo rese molto apprezzato e richiesto dal governo napoletano. In poche ore e applicando il "calcolo per probabilità secondo le teorie statistiche" partendo dai soli dati di cui sopra, Cagnazzi calcolò il numero di uomini adatti alle armi e, in aggiunta ricavò altre utili informazioni "necessarie al buon Governo di una Nazione". Cagnazzi redasse una tavola da presentare direttamente al re di Napoli e, come lui stesso racconta, "non dovei poco combattere per apporci il titolo Tavola Statistica, sembrando capriccioso allora un tale titolo, tanto era qui ignota la Scienza statistica".

### Il 1799 e la Rivoluzione altamurana

La bandiera della Repubblica Napoletana del 1799

Nella vita di Cagnazzi, l'anno 1799 può essere sicuramente considerato un anno spartiacque nella sua vita. Infatti quella che fino ad allora era stata una vita sostanzialmente tranquilla e dedicata allo studio si tramutò in una serie di peregrinazioni e di situazioni assai pericolose, in cui Cagnazzi rischiò più volte anche la vita.Lamiavita}
Agli inizi del 1799, il Regno di Napoli fu attraversato da alcuni sconvolgimenti che portarono alla Repubblica Napoletana del 1799. Molti amici di Cagnazzi come ad esempio Francesco Conforti, Carlo Lauberg, Domenico Cirillo, Giuseppe Leonardo Albanese e Ignazio Ciaja furono messi a capo del governo provvisorio. Cagnazzi si trovava in quel periodo ad Altamura e, secondo quanto scritto nella sua autobiografia, alcuni di essi lo invitarono nella capitale ma Cagnazzi rifiutò di immischiarsi nelle rivolte, considerando che "in tali circostanze, simili all'agitazione de' fluidi ne' vasi, la spuma va per sopra e si suol togliere col cucchiajo".|
Durante i fatti della Rivoluzione altamurana (1799), Cagnazzi fu destinato Commissario del Cantone di Altamura ma ciononostante non accettò subito e si tenne "riservata la carta".
Secondo la testimonianza di Cagnazzi, affermazioni di tal genere gli cagionarono l'avversità e inimicizia dei rivoluzionari ("i turbolenti mettevano la mia persona in discredito presso il popolo, come di famiglia nobile e ricca"). Il chirurgo lombardo Attanasio Calderini, che Cagnazzi considerava un ciarlatano, lo fece nominare "Cancelliere della Municipalità" (secondo Cagnazzi lo fece per oltraggiarlo) e Cagnazzi non poté rifiutarsi dal momento che all'epoca era vietato rifiutare le cariche assegnate. Mantenne la carica per otto giorni, dopodiché riuscì a ottenere dal Generale la carica (verosimilmente meno apicale) di Commissario del Cantone. Il racconto di Cagnazzi è confermato dalle memorie di Vitangelo Bisceglia sui fatti del 1799.
Il 22 marzo 1799 giunsero ad Altamura il generale Felice Mastrangelo e il commissario Nicola Palomba, i quali erano stati assegnati a capo del Governo Dipartimentale del Bradano dal governo provvisorio della Repubblica Napoletana. Cagnazzi afferma che questi erano "gente ignorante, turbolenta, sanguinaria ecc. che invece di poter accreditare il sistema repubblicano lo discreditava colle azioni". Da quel momento "scoppiò la più fiera inimicizia tra Altamura e Matera", e "cominciò una guerra civile ne' confini".
Il cardinale Fabrizio Ruffo aveva già raccolto un esercito improvvisato, l'Esercito della Santa Fede, al fine di riportare il regno al precedente governo e si avvicinava a Matera. L'esercito di Ruffo era composto per la maggior parte da calabresi, ai quali si erano aggiunte altre persone dei paesi limitrofi. Cagnazzi definisce i calabresi come "per loro indole sanguinarj e rapaci". Secondo la sua autobiografia, Cagnazzi consigliò di far allontanare Palomba, Mastrangelo e i loro seguaci, di abbattere l'albero della libertà (piantato nel centro della "piazza del mercato" di Altamura) e di arrendersi. Per questo Cagnazzi rischiò di essere arrestato come "traditore della patria", mentre Cagnazzi reputò che sarebbe invece stato "salvatore della patria" se gli avessero dato ascolto.

### Le peregrinazioni
Si decise di inviare qualcuno a esplorare le intenzioni del generale francese e Palomba destinò Cagnazzi a ciò. Onde evitare problemi, Cagnazzi accettò l'incarico e, come deciso, Cagnazzi partì con un certo Paolo Nuzzolese in direzione di Molfetta, Barletta e Cerignola per poter parlare col generale francese, "ma i Francesi a marcia sforzata retrocedevano". Mentre Cagnazzi era in procinto di ritornare da Cerignola ad Altamura, incontrò Palomba e Mastrangelo i quali informarono della caduta di Altamura e della loro fuga.
(Lamiavita, p. 20)
Cagnazzi, Palomba e Mastrangelo decisero allora di recarsi a Napoli. Giunti a Pomigliano d'Arco, Palomba ostentò "la stessa frenesia di potere repubblicano", mentre Cagnazzi informò i Municipalisti della città dei fatti e dell'imminente caduta della repubblica. Inoltre consigliò loro di mandare deputati dal cardinale Ruffo. A Napoli, Palomba, Mastrangelo e Cagnazzi parlarono col Direttorio, e Cagnazzi espose i fatti e fece "la fedele narrativa delle soverchierie da essi fatte". L'Esercito della Santa Fede nel frattempo si era avvicinato a Napoli e il 12 giugno i sanfedisti si erano accostati al ponte della Maddalena.
A Napoli, Cagnazzi trovò rifugio in casa del sig. Tommaso Montaruli e in compagnia del canonico Giambattista Manfredi. Successivamente Cagnazzi si spostò nella casa del presidente Giuseppe de Gemmis e all'alba del giorno successivo si portò a Castel Sant'Elmo, dove vi erano molti giacobini rifugiati sotto le mura dal momento che non era stato consentito loro di entrare nel castello. Tornò allora a casa di de Gemmis, "con gravissimi pericoli".
(Lamiavita, p. 22)
Successivamente, Cagnazzi si spostò a Castellammare di Stabia insieme al cavaliere Giuseppe de Turris (che successivamente sarebbe divenuto marchese) ma in tale città vi erano molti calabresi che avevano preso parte all'Esercito della Santa Fede ed erano persino stati ad Altamura; tali calabresi cominciarono a parlare di Cagnazzi e pertanto dovette fuggire via mare verso Napoli. Successivamente si imbatté in un uomo armato che chiese di unirsi a lui e che successivamente gli puntò uno stiletto alla gola, lo legò e lo derubò di tutto ciò che aveva. Successivamente Cagnazzi e il suo assalitore furono assaliti da altri paesani armati che li condussero in una casa entrambi legati. Il cocchiere, essendo libero, andò a raccontare l'accaduto a cinque soldati di cavalleria nelle vicinanze, i quali battevano alla porta per entrare. I paesani irruppero nella casa e condussero i due nel carcere di Pomigliano d'Arco. Qui un luogotenente che Cagnazzi aveva aiutato in precedenza nonché Attanasio Calderini (dietro lauta ricompensa) effettuarono il riconoscimento e scagionarono Cagnazzi.
Successivamente Cagnazzi si spostò in Calabria e in Sicilia. Il 25 agosto 1799, Cagnazzi si imbarca a Messina su di un "brigantino Dalmatino" diretto a Trieste e Venezia insieme a cinque cavalieri di Malta tra cui il Balì che ritornavano a Trieste. A causa di una tempesta durata tre giorni, il brigantino fu trascinato fino alle coste dell'Africa, correndo anche il rischio di essere attaccati dai corsari barbareschi. In seguito riuscirono a raggiungere l'isola di Zante e approdarono a Corfù e a Trieste. Approdato a Trieste, Cagnazzi dovette soggiornare in tale città per alcuni giorni, essendo stato assalito da una febbre che gli aveva fatto perdere in parte anche l'udito e la vista. Costretto dalla polizia a lasciare Venezia, Cagnazzi, in precarie condizioni di salute, si diresse verso l'Europe settentrionale.
Raggiunse Graz e, non essendogli consentito procedere per Vienna, si diresse verso la Svizzera, armato di una guida con un dizionarietto di tedesco e arrivò a Bressanone e a Bormio. Anchq qui gli fu intimato da un ufficiale russo di ritornare indietro all'istante e pertanto si decise a dirigersi nuovamente a Venezia dove era così malridotto che la Polizia gli consentì di subito di tornare a casa in gondola. Cagnazzi lasciò Venezia il 4 novembre 1799 per poi passare da Bologna, Pistoia e Prato.
In quegli anni, Cagnazzi ricevette anche un'offerta di collaborazione (in cambio di denaro) da parte di una donna e un uomo che rivelarono di essere delle spie francesi che rifornivano "con perdita" l'armata austriaca e nel frattempo ne osservavano le mosse. Cagnazzi rifiutò l'offerta, nonostante la coppia proponesse "qualunque somma".
Arrivato a Firenze, a Cagnazzi viene offerta la cattedra di economia politica. Durante la sua permanenza in Toscana, durata all'incirca un anno, Cagnazzi ebbe modo di conoscere moltissimi illustri letterati e scienziati, tra i quali Vittorio Alfieri e lo stesso Cagnazzi afferma che la dimora in Toscana "fu per me sommamente deliziosa e forma una grata epoca della mia vita. Non vi fu giorno che non vi fosse stato un fatto rimarchevole e che non m'interessasse l'intelletto e il cuore".
Durante le sue peregrinazioni, Cagnazzi riuscì a ricevere denaro dal fratello attraverso un negoziante ebreo e con l'intermediazione del marchese Giuseppe de Turris.

### Il ritorno nel Regno di Napoli
In seguito alla morte di sua moglie Elisabetta de Gemmis il fratello Giuseppe de Samuele Cagnazzi chiese a Luca di ritornare a casa dal momento che non vi era più niente da temere grazie alla stipula della pace di Firenze e dal momento che Giuseppe aveva dei figli che avevano bisogno di essere istruiti. Cagnazzi si decise allora a ritornare dalla Toscana, presentandosi a Roma dal cardinale Fabrizio Ruffo, all'epoca ministro di Napoli. Dopo un lungo discorso tra i due, Cagnazzi ottenne il passaporto "senza alcuna clausola". Dopo una breve permanenza in Napoli, dove Cagnazzi riacquisì gli abiti sacerdotali persi durante la Rivoluzione altamurana, giunse ad Altamura il 23 dicembre 1801.

### I napoleonidi al trono
Nel 1806, mentre Cagnazzi si trovava ad Altamura e mentre in questa città vi era come governatore Alessandro Nava, ricevette una lettera dal nipote il quale lo informava dell'entrata dei francesi a Napoli. Cagnazzi e il fratello Giuseppe promisero assistenza a Nava, il quale si trovava esposto alle vendette degli altamurani che aveva fatto imprigionare.
In occasione del passaggio di Giuseppe Bonaparte ad aprile del 1806, Cagnazzi aveva rivisto André-François Miot, già conosciuto a Firenze. Miot, già a Matera, chiese a Cagnazzi di recarsi a Napoli, volendolo accanto a lui per via della sua notevoli abilità e conoscenze tecniche ed economiche, ma Cagnazzi afferma nella sua autobiografia che inizialmente rifiutò. Poco dopo, Cagazzi fu inviato a Napoli come componente della Deputazione di Altamura che doveva recarsi a Napoli e il nuovo ministro dell'interno del Regno di Napoli gli intimò di restare. Divenne professore "di prima classe" di economia politica dell'Università degli Studi di Napoli e ricevette anche alcune cariche.
Cagnazzi fu anche coinvolto nella faccenda delle cosiddette "licenze segrete", con la complicità di Gioacchino Murat, il cui scopo era quello di aggirare il blocco continentale.

### La Restaurazione
Con il ritorno dei Borbone, Cagnazzi si ritrovò in uno stato di estrema agitazione, "vedendo molti funesti preparativi del popolaccio simili a quelli della rivoluzione dell'anno 1799" e fu apertamente minacciato. Negli anni successivi, Cagnazzi dovette faticare non poco per ricevere incarichi pubblici di un qualche rilievo, sebbene neanche i politici borbonici e lo stesso re volessero rinunciare alle preziose competenze del Cagnazzi. Ampio spazio viene dato, nell'ultima parte della sua autobiografia, all'astio del ministro Nicola Santangelo nei suoi confronti, e Cagnazzi lo considerava estremamente ignorante e disonesto.
In occasione dei fatti del 1820, Cagnazzi fu anche accusato in alcune occasioni di essere carbonaro e in altre di essere calderaro. Interessante da un punto di vista storico risulta essere anche la diffusione della satira di cui Cagnazzi parla nella sua autobiografia e diretta in particolare contro il conte Giuseppe Zurlo, derivante dalla promulgazione della costituzione e dalla maggiore libertà di stampa.

### Le Riunioni degli scienziati italiani
Dopo essersi ripreso da una malattia, Cagnazzi si mise a costruire con le sue stesse mani uno strumento per la misura dei toni della voce umana a cui diede il nome di tonografo. In seguito a questa sua invenzione, fu invitato alla Terza riunione degli scienziati italiani (1841) dove mostrò il funzionamento del suo tonografo e, come da lui stesso raccontato, fu colmato di lodi. Cagnazzi ebbe modo di partecipare anche alle riunioni degli scienziati successive e, nella sua autobiografia, fornisce dei resoconti molto accurati (persino del cibo consumato durante le cene), di elevato valore storico.
In particolare, durante la Terza riunione degli scienziati italiani, la granduchessa di Toscana Maria Antonia di Borbone-Due Sicilie espresse il suo piacere nel vedere per la prima volta napoletani suoi conterranei a una riunione degli scienziati italiani e affermò che era per opera di Cagnazzi.

### La Costituzione del 1848 e il processo

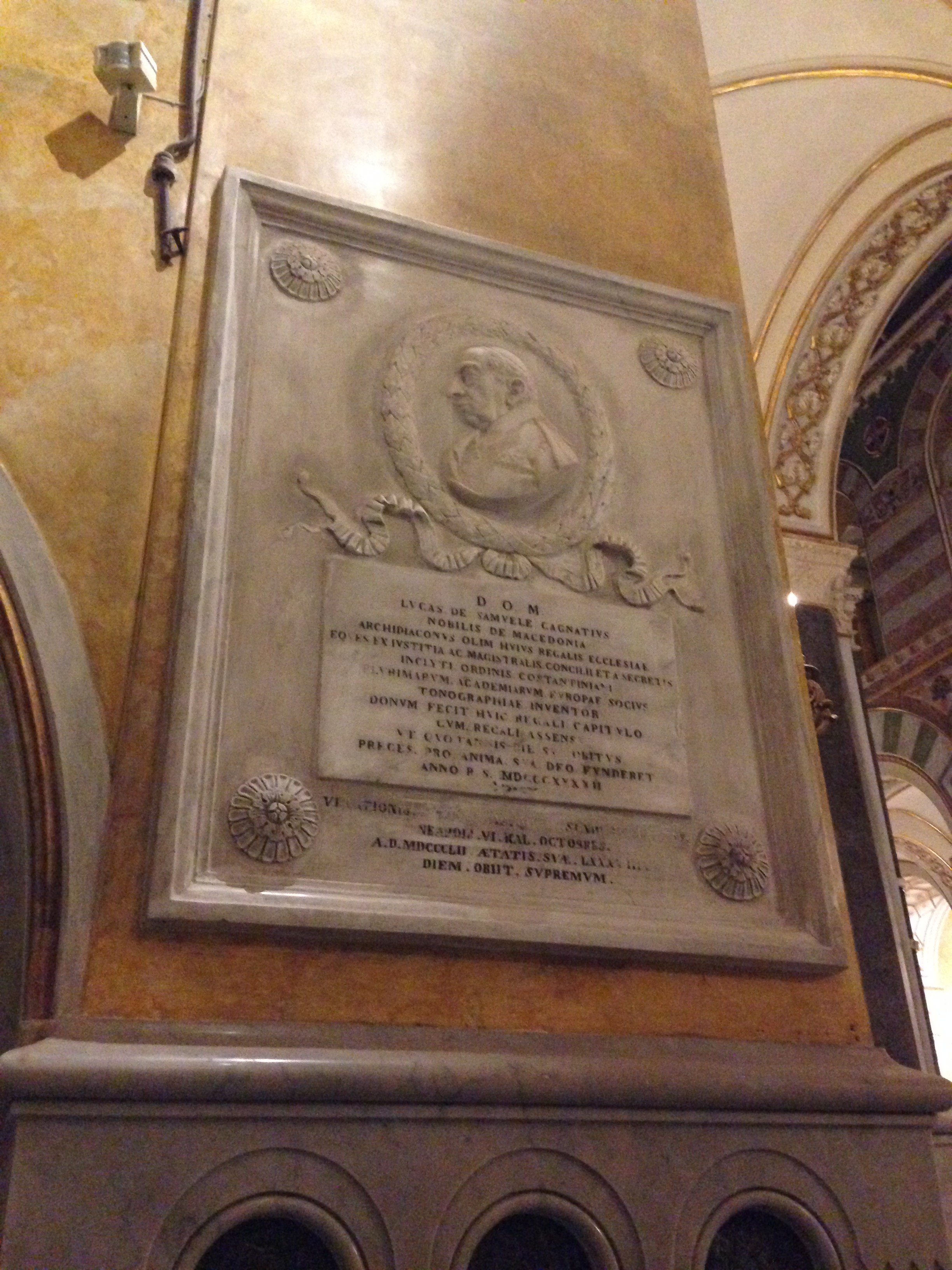
Targa commemorativa di Cagnazzi risalente al 1842 ("Cappellone di San Giuseppe" della Cattedrale di Altamura).

Nel 1847 si verificarono alcuni tumulti a Napoli e re Ferdinando II, pressato dalla popolazione, il 12 gennaio 1847 promise una costituzione "sulla lusinga, che richiamando qui l'armata Tedesca, ossia Austriaca, come nel 21 avrebbero in seguito ripristinato [la monarchia assoluta]".
L'anno successivo si tennero le elezioni per il Parlamento delle Due Sicilie e, a ottantaquattro anni, Cagnazzi fu eletto deputato sia della Provincia di Napoli, sia di quella di Bari; Cagnazzi rinunciò a quella di Napoli e si tenne solo la nomina come deputato della Provincia di Bari. Fu nominato anche Presidente del nuovo Parlamento delle Due Sicilie.
Il 15 maggio 1848, il parlamento (situato nei Chiostri di Monteoliveto) fu circondato da soldati svizzeri e lazzaroni; i deputati (Cagnazzi era in compagnia, tra gli altri del capitano della Guardia Nazionale Giovanni La Cecilia) restarono chiusi nel parlamento fino a ora tarda, dopo il tramonto, temendo molto per la loro vita.
(Lamiavita, p. 285)
A ora tarda, dopo il tramonto, due ufficiali, uno svizzero e uno napoletano, li informarono che erano liberi di uscire. In quei momenti Cagnazzi fece voto di pubblicare una nuova edizione della sua opera I precetti della morale evangelica se ne fosse uscito libero e subito ne incaricò Don Vito Buonvento.
Dopo due o tre giorni dal 15 maggio 1848, fu avviato in processo nei confronti di Cagnazzi; poco dopo, seppe che era stato rinvenuto un "foglio ingiurioso [...] in cui si parlava di decadimento di Re Ferdinando dalla corona per avere usato attentato contro il Parlamento". Cagnazzi, sia nella sua autobiografia, sia durante il processo, negò di aver mai firmato tale scritto:
(Lamiavita, p. 287)
Onde evitare l'arresto, Cagnazzi lasciò il Regno di Napoli e si diresse verso Livorno, anche se tale peregrinazione non durò molto a causa della sua età avanzata e desiderando passare gli ultimi istanti della sua vita nella sua patria.
Nelle pagine finali della sua autobiografia, scritte presumibilmente nel 1852, afferma che firmò una lettera (probabilmente dal contenuto diverso da quella contestata) diretta al comandante della piazza affinché cessasse il fuoco:
(Lamiavita, p. 299)
Gli storici sembrano concordi nell'affermare che Cagnazzi non firmò il documento in questione, dal momento che anche Silvio Spaventa affermò di non aver firmato il documento durante il processo che seguì i fatti del 15 maggio. Lo storico Cesare Spellanzon, invece, "è dell'opinione che Cagnazzi abbia firmato la Protesta".
Nelle ultime pagine della sua autobiografia, Cagnazzi afferma che, durante la sua permanenza a Napoli, essendo costretto a restare a casa, fu spesso minacciato dalla polizia borbonica e gli fu chiesto denaro onde evitare peggiori conseguenze. La corruzione della polizia borbonica e la presenza di criminalità diffusa negli anni '40 e '50 dell'Ottocento sono ben documentate, oltre che dal Cagnazzi, anche dalle più recenti ricerche storiche. Questo avvalorerebbe l'ipotesi secondo cui Cagnazzi non firmò alcun documento compromettente e le accuse del processo furono inventate.

### La morte
Nel 1852, all'età di 87 anni, ebbe un malore durante una seduta del processo e "per commiserazione venne messo fuori causa e ricondotto semivivo a casa". Poco dopo, affetto da bronchite e assai amareggiato dalle accuse, si spense a Napoli il 26 settembre dello stesso anno.
Nelle ultime pagine della sua autobiografia, Cagnazzi mostra, nella sua scrittura, tutti i segni dell'età avanzata. Tende, infatti, a ripetere alcuni fatti e considerazioni. Negli ultimi momenti della sua vita, rilesse le meditazioni contenute ne I precetti della morale evangelica, un libro scritto da lui stesso e che lo aveva reso assai famoso tra i suoi contemporanei.
Come raccontato dal nipote Luca Rajola Pescarini in una lettera a Ottavio Serena, il funerale di Cagnazzi fu modestissimo. Vi presero parte i soli parenti, dal momento che anche gli amici e coloro che erano stati beneficiati da Cagnazzi avevano paura di compromettersi partecipando ai funerali di una persona finita sotto processo e "guardata a vista da un feroce". Il suo corpo fu sepolto a Napoli nella cappella gentilizia dei Rajola Pescarini.
Dopo il 1860, alla targa commemorativa presente all'interno della Cattedrale di Altamura, fu aggiunto:
(Targa commemorativa della Cattedrale di Altamura; cfr. Lamiavita, p. 330, nota 321)

## L'autobiografiaLa mia vita
L'opera fondamentale che fornisce i minimi dettagli della vita di Cagnazzi è la sua autobiografia intitolata La mia vita. Quest'opera rimase inedita fino al 1944 allorché, grazie agli studi dello storico Alessandro Cutolo, fu pubblicata per la prima volta con le preziose note esplicative dello stesso Cutolo. Tali note sono il frutto di un minuzioso e diligente studio di Cutolo, svolto negli archivi di mezza Italia alla ricerca di uomini, opere e testimonianze che il Cagnazzi cita. L'opera di Cutolo è ancor più ragguardevole se si considera che perlomeno una parte della sua ricerca fu svolta durante la seconda guerra mondiale, con tutte le difficoltà che vi erano in quel periodo di consultare "biblioteche e archivi sfollati o irraggiungibili".
La sua autobiografia cominciò a essere scritta nel 1807 e, com'è scritto nella prima pagina, Cagnazzi non la scrisse perché avesse una larga diffusione ma "per comunicarle confidenzialmente ai suoi amici e discendenti". Inoltre nell'ultima fase della sua vita, Cagnazzi ne scrisse l'ultima parte e le parti precedenti furono "riviste e corrette".
Essa fu conservata in originale dai suoi eredi diretti (i quali, però, già ai tempi di Cutolo avevano perso l'originale e non ne possedevano che una "copia scorretta"). Come raccontato da Cutolo nell'introduzione all'autobiografia, lo storico Ottavio Serena ne fece eseguire una trascrizione che in seguito fu ceduta dai suoi figli Gennaro e Nicola Serena di Lapigio ad Alessandro Cutolo. Cutolo ne curò la pubblicazione mantenendosi fedele al testo, usando il corsivo dove Cagnazzi sottolineò il testo e rispettando la sua ortografia.
Nella stessa introduzione all'autobiografia, Cutolo fa delle acute osservazioni critiche sul testo di Cagnazzi e mette in guardia quanti vogliano servirsene in modo acritico, giurando in verbo magistri: in primo luogo, secondo Cutolo, Cagnazzi tende spesso a esaltare la propria opera e la propria preparazione e a disprezzare quella degli altri, tanto che (sempre secondo Cutolo) i personaggi delle corti di Giuseppe Bonaparte e Gioacchino Murat e della curia di Napoli "appaiono come un'accozzaglia di gente senza freni morali e senza alcuna preparazione culturale o politica".
In secondo luogo l'autobiografia, come detto, fu completata nonché corretta e rivista nell'ultima fase della sua vita, quando era ormai molto anziano e "tentava di togliersi di dosso quella taccia di rivoluzionario che gli amareggiava, con le incognite di un processo politico, l'esistenza e l'obbligava a riesaminare questi suoi ricordi che avrebbero potuto costituire un pericoloso capo d'accusa nelle mani di un giudice". In particolare, Cagnazzi si presenta quasi sempre come coinvolto di suo malgrado all'interno di alcuni eventi rivoluzionari. Accettò le cariche della Rivoluzione altamurana per paura. Fu costretto ad accettare le cariche elargitegli da Giuseppe Bonaparte e Gioacchino Murat. Secondo Cutolo, "le disgrazie avevano creato uno stato angoscioso di timore e questa disposizione dell'animo non era la migliore perché nei suoi ricordi potesse rispettare scrupolosamente la verità obiettiva" e per questo sarebbe stato "costretto a formulare giudizi non sempre esatti su personaggi e su avvenimenti ed a rinnovare la sua attiva partecipazione a quei movimenti che tendevano a rinnovare le coscienze del Mezzogiorno d'Italia negli anni del Risorgimento italiano". A conferma di ciò, Cutolo cita alcune imprecisate lettere di esuli napoletani i quali indirizzavano i loro amici al Cagnazzi, dipingendolo come uno dei più autorevoli e dei più entusiasti fautori del nuovo ordine di cose" e questo secondo Cutolo basterebbe a invalidare alcune affermazioni di Cagnazzi in cui si rappresentava come costretto o comunque travolto contro la sua volontà dagli eventi.
Al di là delle interpretazioni, emerge incontrovertibilmente come Cagnazzi seppe barcamenarsi tra i frequenti sconvolgimenti, rivoluzioni e restaurazioni del suo periodo mantenendo la spiccata abilità di adeguarsi al nuovo stato di cose; dimostrò una notevole schiettezza di pensiero, avversò i progetti e le risoluzioni che, secondo lui, nuocevano alla nazione e per questo spesso era inviso ai ministri e ai funzionari del regno, i quali a volte sparlavano di lui. Indubbiamente fu una mente illuminata e simpatizzante delle libertà e della costituzione (nonostante questo sia sempre celato nella sua autobiografia), e pertanto andrebbero analizzate criticamente alcune sue affermazioni, considerando anche che il suo insegnante prediletto, Francesco Conforti (con il quale amava tanto conversare), fu addirittura giustiziato per i fatti del 1799. Ma emerge anche dal suo racconto quanto, anche nella parte iniziale della sua vita, fosse credente. Mantenne inoltre una costante e profonda amicizia con lo scienziato Giuseppe Maria Giovene, un uomo profondamente religioso. L'aver inventato di sana pianta alcuni eventi della sua vita non sembra conformarsi al suo carattere di schietto letterato e infaticabile ricercatore della verità e pertanto l'autobiografia di Cagnazzi può considerarsi, nella sua interezza, corretta e precisa, fatta eccezione per alcune parti riviste e per alcune opinioni aggiunte in seguito.
A far propendere per una sua inclinazione per così dire "rivoluzionaria" sarebbe, invece, la sua presunta partecipazione alla massoneria, perlomeno nel periodo antecedente al 1794. Secondo alcune fonti, infatti, Annibale Giordano lo citò come membro della libera muratoria.
Inoltre Cagnazzi ebbe un atteggiamento ambivalente e seppe mantenersi in buoni rapporti o persino aiutare sia personaggi conservatori legati alla monarchia borbonica (si pensi ad esempio ad Alessandro Nava), sia fautori ed esponenti di stravolgimenti rivoluzionari come la Repubblica Napoletana del 1799, il periodo dei re Napoleonidi o la Costituzione del 1821.

### La testimonianza di Vitangelo Bisceglia
Lo storico Alessandro Cutolo, nell'introduzione all'autobiografia di Cagnazzi, sembra non dare molto credito al racconto di Cagnazzi relativamente ai fatti del 1799 ad Altamura; in particolare, sembra non credere al fatto che Cagnazzi cercò di placare la gente e mantenerla in calma. Inoltre afferma come Cagnazzi fu nominato Cancelliere della Municipalità "ed egli accettò la carica".
Nonostante i dubbi di Cutolo, il racconto di Cagnazzi è confermato per filo e per segno dalle memorie del filoborbonico Vitangelo Bisceglia, scritte poco dopo i fatti del 1799 e che Cutolo probabilmente non conosceva. Bisceglia racconta infatti come Cagnazzi fu obbligato a uscire dalla Cattedriale e recarsi nella piazza per dire la sua; racconta anche come Cagnazzi fu accusato da alcuni di essere un aristocratico e pertanto non meritevole di essere ascoltato. Inoltre racconta che Cagnazzi cercò di disimpegnarsi dalla carica di Cancelliere (segretario) della Municipalità adducendo come motivazione "la sua gracile salute" ma non gli fu consentito e dovette accettarla dal momento che era "delitto" rifiutare le cariche, proprio come fece lo stesso Bisceglia. Un tale comportamento non sembra essere esattamente quello di un fervido rivoluzionario, per quanto illuminato, e questo è ulteriore conferma dell'attendibilità dell'autobiografia di Cagnazzi.
(Vitangelo Bisceglia in Bisceglia, p. 332)
Nella stessa introduzione, Alessandro Cutolo suggerisce che "i francesi" del Governo Dipartimentale di Napoli decisero di dare a Cagnazzi la carica di Cancelliere della Municipalità di Altamura perché lo consideravano un progressista, e questo secondo Cutolo indurrebbe a dubitare di alcune narrazioni di Cagnazzi in cui si dipinge come innocente e trasportato di suo malgrado. Come Cagnazzi stesso racconta, fu Attanasio Calderini a suggerire i nomi al Governo Dipartimentale e quest'ultimo non conosceva Cagnazzi che per le sue pubblicazioni "su di varii rami di letteratura".

## Cagnazzi e il mondo napoletano

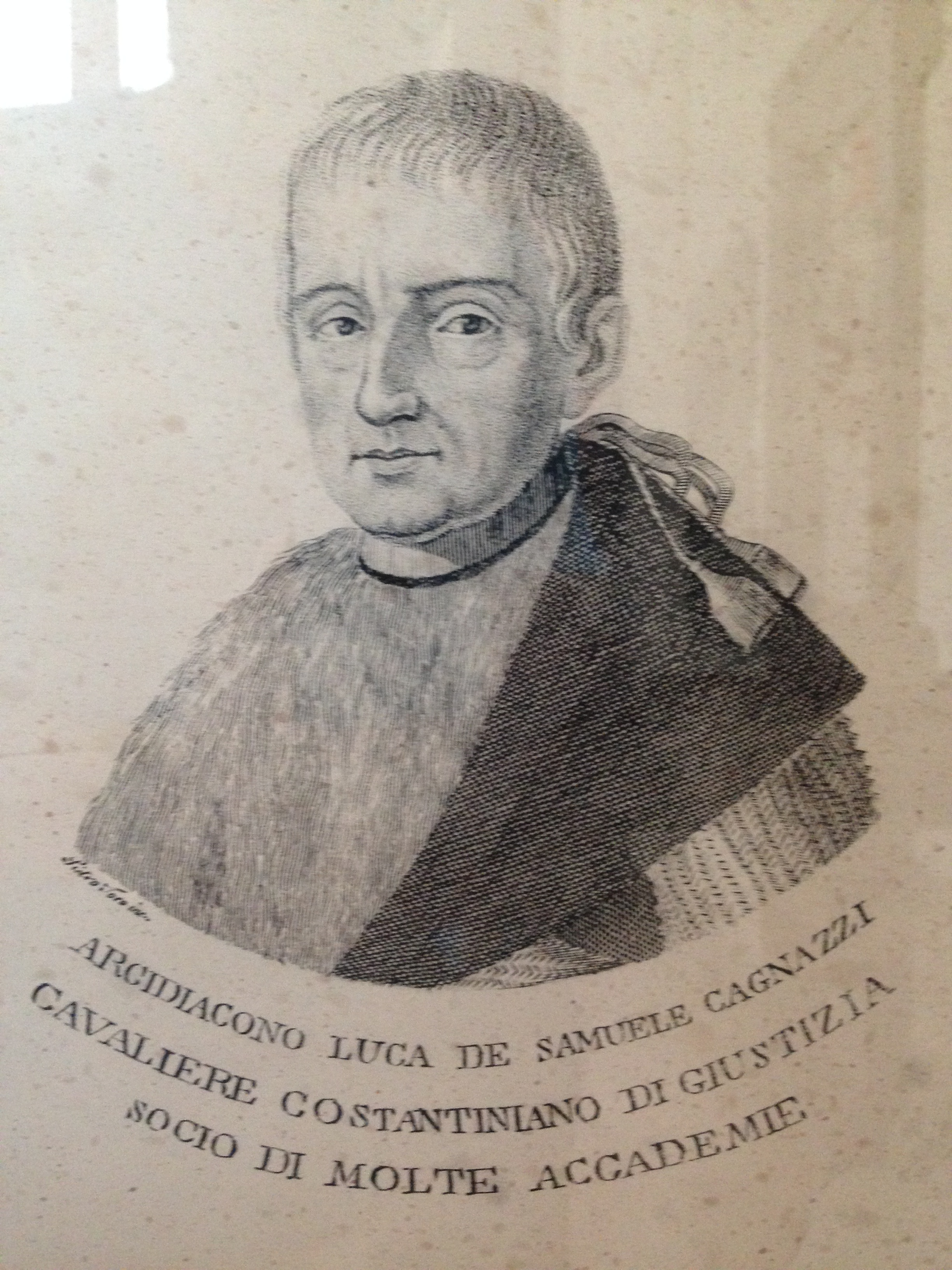
Raffigurazione di Luca de Samuele Cagnazzi, esposta presso l'Archivio Biblioteca Museo Civico (A.B.M.C.), in piazza Zanardelli, ad Altamura

Come Cagnazzi stesso racconta nelle sue memorie, poco dopo il 1787 ebbe modo di conoscere lo scienziato Alberto Fortis che era di ritorno da un viaggio nei Balcani e al quale, a Molfetta, fu mostrato da Giuseppe Maria Giovene il Pulo di Molfetta; l'amicizia proseguì durante la permanenza di Fortis nel Regno di Napoli e questo cambiò notevolmente l'animo e la predisposizione di Cagnazzi nei confronti del mondo accademico napoletano. In un certo senso lo rese più altezzoso e sprezzante della rozzezza dei dotti che vi erano a Napoli. Fortis gli aveva fatto comprendere quanto fossero impreparati quelli che fino ad allora erano stati i suoi insegnanti.
L'amicizia con Fortis proseguì, tanto che Fortis fu ad Altamura e, durante la sua permanenza, Cagnazzi e Fortis fecero degli scavi archeologici all'interno della sua tenuta in contrada San Tommaso (odierna via Santeramo). E durante tali scavi, Fortis ebbe dei diverbi con Tommaso Fasano, Nicola Columella Onorati e altri letterati napoletani, e scrisse articoli assai critici nei loro confronti su Il nuovo giornale enciclopedico di Vicenza. Cagnazzi riconobbe allora la netta superiorità di Fortis "e sommamente quella che chiamasi franchezza di pensare nella letteratura". Fortis indusse Cagnazzi a scrivere alcuni estratti per lo stesso giornale di Vicenza. Dopo quest'esperienza, Cagnazzi acquistò fiducia nelle sue capacità, ma forse anche una certa dose di superbia.
Lo storico Cutolo, nell'introduzione all'autobiografia di Cagnazzi, mette in guardia dall'assumere acriticamente tutto quanto fu scritto da Cagnazzi, in quanto lo stesso "è portato spesso a magnificare la propria opera, abbassando in conseguenza quella degli altri (sicché molte volte, attraverso la prosa di lui, le corti di Giuseppe Bonaparte e Gioacchino Murat e la curia di Napoli ci appaiono come un'accozzaglia di gente senza freni morali e senza alcuna preparazione culturale o politica)".
Se una tale valutazione può essere ritenuta plausibile per le descrizioni di uomini politici o letterati, non altrettanto potrebbe dirsi nelle valutazioni di personalità accademiche o scientifiche in senso stretto. In questo campo, Cagnazzi riesce quasi sempre a smascherare in un certo senso gli autentici studiosi e ricercatori dai sedicenti tali e dagli inetti. Non sono pertanto da sottovalutare le sue valutazioni e critiche sul mondo accademico napoletano, valutazioni molto negative e che si ripetono lungo tutta la sua autobiografia. Secondo Cagnazzi, a Napoli "di tutto si voleva fare mistero" e "io non aveva mai potuto avere una chiara idea del sistema mineralogico stando in Napoli". Anche nell'ultima parte della sua vita, allorché prese parte alla Terza riunione degli scienziati italiani del 1841, a un certo punto si cominciò a fare proposte per la sede della riunione che si sarebbe tenuta nell'anno 1843. Fu sventolata la possibilità che si tenesse a Napoli, ma Cagnazzi cercò di "dissuadere gli Scienziati in tale determinazione", considerando Napoli inadatta. Secondo le parole di Cagnazzi, "una prova del merito letterario non piace qui [a Napoli], ove vale più l'intrigo e l'impostura".
Le critiche alla validità dei metodi e alla qualità dei libri pubblicati nel Regno di Napoli non arrivavano solo da Fortis o da Cagnazzi, ma era opinione alquanto diffusa in quel periodo. A titolo di esempio, Nicola Columella Onorati ricevette aspre critiche per i suoi metodi e il contenuto dei suoi libri, tanto che il compilatore della Biblioteca Italiana disprezzò in tal modo le opere di Onorati:
(LetteraPNC, p. 9)

## L'appartenenza alla massoneria
Secondo alcune fonti, Cagnazzi sarebbe entrato a far parte della massoneria. L'informazione è riportata all'interno della monumentale opera storica di Ruggiero di Castiglione, il quale ha rintracciato alcune fonti secondo cui Cagnazzi avrebbe fatto parte della locale loggia di Altamura (chiamata "Oriente di Altamura"). La reale esistenza di tale loggia nella città di Altamura non è data per certa.
Stando a quanto riportato da Di Castiglione, "dopo la prima inchiesta della Giunta di Stato sulla cosiddetta congiura giacobina del 4 ottobre 1794, venne indicato da Annibale Giordano quale membro della libera muratoria". Pertanto la sua appartenenza, vera o presunta che sia, sarebbe da ascriversi al periodo antecedente ai fatti del 1799, anche se non può escludersi che possa averne fatto in parte anche in seguito. Si noti d'altro canto che la monumentale opera di ricerca di Di Castiglione non è esente da imprecisioni, e alcune di queste sono presenti anche nella biografia su Cagnazzi dallo stesso compilata.

## Contributi in campo scientifico e tecnico
Nel corso della sua vita Cagnazzi ebbe modo di studiare e scrivere di molti argomenti; alcuni scritti furono il frutto di alcune assegnazioni che ricevette dal governo del Regno di Napoli e dal successivo Regno delle Due Sicilie, mentre i rimanenti furono il frutto di un sentito desiderio di approfondimento e di ricerca della verità che a volte, come lui stesso racconta nella sua autobiografia, gli valsero l'inimicizia di alcuni funzionari e ministri del regno. Dalla lettura della sua autobiografia, colpisce che Cagnazzi sia riuscito a conciliare la notevole produzione scientifica con i numerosi e gravosi impegni politici e burocratici come funzionario del Regno di Napoli e del Regno delle Due Sicilie.
Non è scorretto affermare che il suo studio fu caratterizzato da una certa dispersività, e lo storico Alessandro Cutolo ha ben sintetizzato questa sua caratteristica nelle prime righe della sua introduzione all'autobiografia di Cagnazzi.
(Alessandro Cutolo, in Lamiavita, Introd., p. IX)
Condivisibili sono le affermazioni di Antonio Jatta che, nell'anno 1887, curò una sezione dedicata a Cagnazzi sul periodico Rassegna pugliese di scienze, lettere ed arti e che, al di là delle imprecisioni, afferma che Cagnazzi fu "più pensatore che ricercatore" e che "ebbe spesso l'intuizione del naturalista".

### Il tonografo

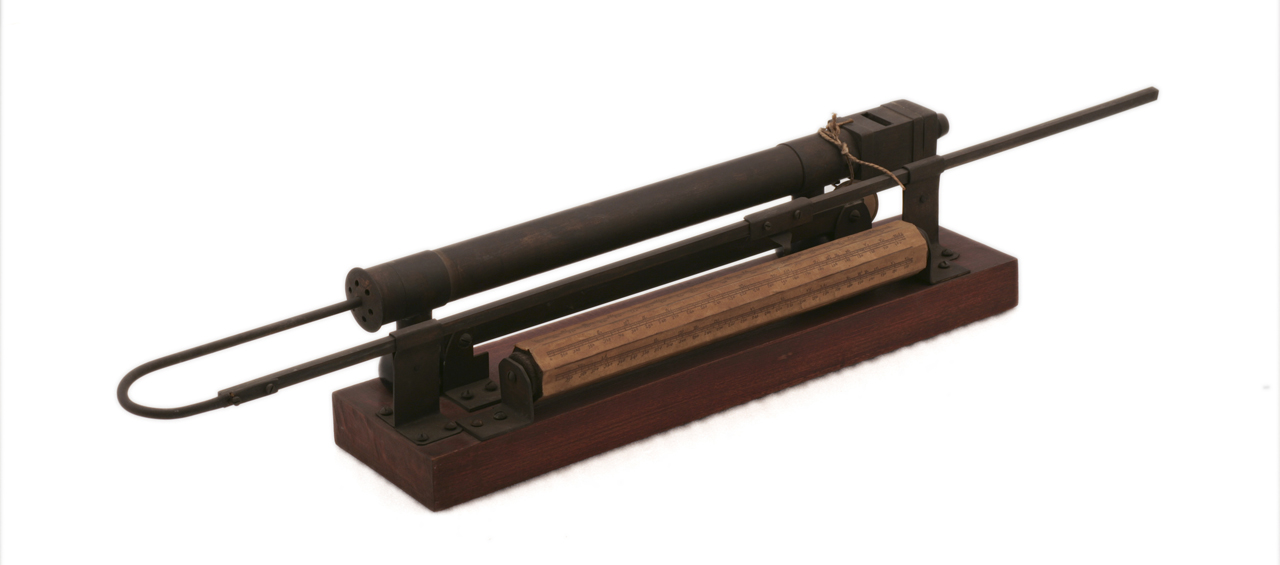
Il tonografo (originale), presentato nel 1841 da Cagnazzi e conservato presso il Museo nazionale della scienza e della tecnologia "Leonardo da Vinci" a Milano

Intorno al 1841, Cagnazzi costruì uno strumento da lui chiamato "tonografo" e avente lo scopo di "misurare" il tono della voce umana. Lo scopo dello strumento era quello di aiutare i cantanti o i "declamatori" a rendere riproducibili le proprie performance. L'apparecchio non è altro che un "flauto con fondo mobile" con una scala graduata e un pistone che modifica il tono dello strumento. La voce umana viene accordata con lo strumento ed è possibile scrivere su uno spartito le varie tonalità di una particolare performance.
Come raccontato da lui stesso, Cagnazzi costruì il tonografo "colle mie mani" e scrisse un'opera in cui ne spiegava il funzionamento e lo scopo. Tale opera fu inizialmente scritta in latino, dal momento che Cagnazzi voleva che la sua invenzione si diffondesse in Germania. In seguito, Cagnazzi fece tradurre l'opuscolo in italiano, dal momento che fu invitato a esporre la sua invenzione alla Terza riunione degli scienziati italiani del 1841. Sembra ragionevole ritenere che l'invenzione di Cagnazzi non ebbe (perlomeno non all'estero) tutto il successo e la diffusione che Cagnazzi desiderava, considerato l'esiguo numero di citazioni in pubblicazioni scientifiche italiane ed estere.

### La macchina elettrica
Già dai tempi in cui insegnava presso l'Università degli Studi di Altamura, Cagnazzi aveva introdotto un innovativo modo di insegnare le discipline scientifiche, non molto diffuso nel Regno di Napoli ma tipico del Settecento, consistente nel mostrare le esperienze fisiche e naturali agli studenti piuttosto che inculcare solo semplici insegnamenti teorici. Dal momento che non vi erano nel Regno di Napoli in quel periodo maestranze in grado di produrli, era lo stesso Cagnazzi a costruirli con le proprie mani (come testimoniato da alcune fonti). I laboratori più esperti nella costruzione di tali macchine erano quasi tutti situati nel Regno Unito, che in quel periodo deteneva il primato.
Giuseppe Giovene afferma in una sua pubblicazione di aver ricevuto da Cagnazzi "due elettrometri atmosferici uno a paglie sottili, l'altro a paglie più grosse lavorati con estrema eleganza, ed esattezza, secondo i principi e secondo la gradazione del sig. Volta". Inoltre Cagnazzi vide una pila di Volta portata a Napoli da Carlo Amoretti e ne costruì una identica. In un altro scritto, Giovene riferisce di una pila di Volta costruita "a perfezione" da Cagnazzi.
Nella seconda metà del Settecento, alcuni ricercatori erano intenti a perfezionare le macchine che producevano elettricità statica. Uno dei problemi principali era la perdita di ciò che allora era chiamato "fluido elettrico" a causa dello scarsa capacità isolante dei materiali e dell'umidità. Inoltre, i primi modelli di macchina elettrica utilizzavano una sfera che spesso si surriscaldava e lo strumento poteva diventare molto pericoloso; fu in seguito migliorato sostituendo la palla con un cilindro. I nuovi modelli provenivano perlopiù dal Nord Europa, mentre in Italia gli strumenti erano riprodotti da artigiani locali sulle sembianze di quelli esteri.
Anche Cagnazzi si interessò di queste macchine, avendo letto un articolo di padre Bartolomeo Gandolfi del 1797, pubblicato sull Antologia Romana e ricopiato sul numero del 1º giugno del Giornale letterario di Napoli che Cagnazzi leggeva ad Altamura. Cagnazzi fece alcune esperienze nella costruzione di tali macchine e dai suoi risultati scaturì una Lettera a Padre Gandolfi pubblicata sul Giornale letterario di Napoli di febbraio 1798.
In tale sua lettera, Cagnazzi mostrava alcune accortezze che avrebbero consentito di migliorare non la potenza, ma l'efficienza della macchina elettrica e i costi della sua costruzione. Tale suo studio fu sintetizzato e riproposto (senza aggiungerci nuove caratteristiche) da Cagnazzi durante il suo periodo a Firenze: in una memoria del 16 settembre 1801 dal titolo Miglioramento delle macchine elettriche letta durante una riunione dell'Accademia dei Georgofili, Cagnazzi descrisse sinteticamente i suoi miglioramenti e allegò anche un disegno autografo della macchina che aveva costruito. Tra l'altro tale macchina era composta da due coni piuttosto che da un cilindro e l'efficienza della macchina, secondo la testimonianza dell'autore, era eccellente considerati anche i costi.
I miglioramenti di Cagnazzi, così come quelli di altri italiani che si cimentarono con le macchine elettriche, non ebbero alcun seguito probabilmente perché gli inventori erano assai lontani dai posti (Regno Unito e Germania e Francia) dove le macchine elettriche venivano prodotte in serie e rivendute in tutta Europa.

### Il microscopio solare
Un'altra testimonianza dell'abilità di Cagnazzi nel costruire strumenti scientifici e di come fosse lui stesso a costruirli è fornita dallo stesso Cagnazzi all'interno della sua autobiografia. Avendo visto un microscopio solare (una specie di camera oscura in grado di ingrandire gli oggetti) a Napoli nel mese di dicembre del 1834, Cagnazzi decise di costruirne uno. Cagnazzi racconta come già dal 1804 era intento a "fare delle lentine microscopiche col tornio, alcune delle quali regalai a D. Giuseppe Poli". Dopo circa sei mesi, Cagnazzi terminò il microscopio solare e racconta come lo strumento era in grado di ingrandire "circa un milione di volte" l'immagine che veniva riflessa su di una parete. Nella sua autobiografia, Cagnazzi fornisce ulteriori dettagli sullo strumento.
Egli racconta anche come nell'anno 1837, il professor Sangiovanni, vedendo il suo microscopio solare, desiderava averne uno simile. Cagnazzi gli promise di costruirgliene uno ma, a causa dell'epidemia di colera, Sangiovanni ritornò nel suo paese. Fu allora incaricato della faccenda il cavalier Quadri e ne parlò col ministro del regno Nicola Santangelo.
Cagnazzi preferiva darlo personalmente a Sangiovanni e Quadri prese appuntamento con Cagnazzi per questo scopo. Sangiovanni non si presentò ma, al suo posto, vennero il professore di fisica Giardino assieme al costruttore di macchine Bandiera e a un ottico, incaricati da Santangelo di studiare lo strumento di Cagnazzi e farne una copia. Cagnazzi restò profondamente offeso dal comportamento di Santangelo, il quale gli mostrò molta inimicizia nell'ultimo periodo della sua vita.
Un anno dopo, Cagnazzi donò lo strumento al conte Giuseppe Ricciardi, "in casa di cui furono fatte molte osservazioni in oggetti botanici, zoologici ed anche chimici da professori ed accademici con somma loro soddisfazione".

### Ricerche geologiche
In un suo scritto dal titolo Congetture su un antico sbocco dell'Adriatico per la Daunia fino al seno tarantino (1807), Cagnazzi si occupò anche di geologia. Non è ancora chiaro quale sia il valore (anche storico) dello studio condotto da Cagnazzi, anche se non mancano, a quanto pare, alcuni errori nel suo studio.

### Esperimenti agronomici
Cagnazzi eseguì anche un esperimento di agronomia in uno dei suoi possedimenti in contrada San Tommaso (odierna via Santeramo). In particolare, dopo aver letto uno scritto di Vitangelo Bisceglia dal titolo Relazione su esperienze fatte circa la semina e la cultura del frumento (1796), Cagnazzi cercò di quantificare qual era la quantità di sementi che consentiva di ottenere il massimo della resa con la minima quantità di seme e a tale scopo impostò una sorta di esperimento agronomico basato su quanto già fatto dal marchese Luigi Malaspina di Sannazzaro. Inoltre, Cagnazzi verificò anche se la "concia" del seme (cioè il preventivo inumidimento del seme con letame) aumentasse la resa del seme. Cagnazzi mise in ammollo i semi di grano in una soluzione con letame di pecora per 48 ore e successivamente li asciugò stendendoli per terra; dopo il trattamento, i semi mostravano la caratteristica barbetta e dopo la semina, le piante spuntavano già dopo pochissimi giorni.
Il campo utilizzato aveva un'estensione di un tomolo (4.116 m²) e fu diviso in quattro strisce di uguali dimensioni, nei quali furono piantate diverse proporzioni di semi. Nella prima striscia 4/16 di tomolo (il quantitativo normalmente utilizzato dai contadini), nella seconda 3/16, nella terza 2/16 e nella quarta e ultima striscia 1/16; la semina ebbe luogo il 10 novembre 1796. Nonostante i buoni propositi di Cagnazzi, l'eccezionale abbondanza di topi campestri di quell'annata distrusse buona parte del raccolto; inoltre le eccezionali piogge di maggio e giugno 1797 contribuirono a peggiorare ulteriormente la situazione. Questo però non impedì a Cagnazzi di trarre alcune utili conclusioni sull'esperimento.
In particolare, Cagnazzi notò che il rapporto tra seminato e raccolto era sostanzialmente lo stesso (a meno di piccole oscillazioni); l'unica differenza che Cagnazzi nota è la grandezza delle spighe. Inoltre Cagnazzi ipotizza che i topi abbiano causato maggior danno nelle strisce dove il seme era in minore quantità e pertanto, in assenza di tali danni, la prima striscia (quella su cui era stata sparsa la maggiore quantità di seme) avrebbe prodotto una quantità di raccolto minore di seme in confronto alle altre. Questo avrebbe mostrato, secondo Cagnazzi e, discostandosi da quanto affermato da Vitangelo Bisceglia, come "la sola abbondanza del seme non produce il buon ricolto".
Cagnazzi, inoltre, confrontò la prima striscia con quella dei fondi contigui a quello sui cui era stato condotto l'esperimento dal momento che la quantità di seme utilizzato era la stessa (4/16 di moggio). Cagnazzi notò come la prima striscia aveva prodotto una proporzione tra seminato e raccolto di 1 a 16, mentre i fondi esterni 1 a 11, e da ciò ne deduse che la "concia" del seme con letame pecorino (di cui sopra) deve aver prodotto un tale vantaggio.
Nel 1798 Cagnazzi pubblicò sul Giornale letterario di Napoli (n. XCV del 1798) una lettera indirizzata a Vitangelo Bisceglia contenente i risultati dell'esperimento.

## Contributi in statistica
Cagnazzi era noto ai suoi tempi in tutta Italia soprattutto per essere stato il primo, perlomeno in Italia, a fornire una definizione della statistica, una disciplina all'epoca pressoché sconosciuta ai più, nonché della sua utilità e dei metodi. Molto successo ebbe, in Italia e all'estero, la sua opera Elementi dell'arte statistica, in due volumi (1808-1809).
Come riportato dallo stesso Cagnazzi, "non vi fu giornale d'Italia che non ne avesse parlato con elogio", e fu anche l'opera più utilizzata per l'insegnamento della statistica (anche perché l'unica completa); solo nel 1819, l'opera di A. Padovani Introduzione alla scienza statistica "ebbe in Italia un'esposizione scientifica paragonabile, quanto ad oggetto ed a metodo, a quella del Cagnazzi".
All'estero, una definizione di statistica era già stata data, nei termini grosso modo fissati da Cagnazzi, dallo scozzese Sir John Sinclair in The statistical account of the Scotland (voll. I e XX, 1791 e 1798) nonché in Observations on the nature and advantages of statistical enquiries (1802). Anche il tedesco August Christian Niemann ne fornì una definizione in Abriss der Statistik und der Statenkunde (1807).
A Cagnazzi va comunque il merito di aver contribuito grandemente a definire e a divulgare in Italia la statistica, che all'epoca, con Melchiorre Gioia, "s'aggirava ancora nell'indeterminato".

## Contributi in pedagogia
Come documentato nella sua autobiografia, a Cagnazzi capitò, nel corso della sua vita, di dover istruire fanciulli. Ad esempio, mentre era a Firenze, gli fu chiesto da suo fratello Giuseppe de Samuele Cagnazzi di ritornare ad Altamura al fine di istruire i suoi figli, che erano rimasti orfani in seguito alla morte della madre Elisabetta de Gemmis. Cagnazzi giunse ad Altamura il 23 dicembre 1801.
Inoltre, nel suo Saggio sopra i principali metodi d'istruire i fanciulli (1819), Cagnazzi afferma che Ferdinando I delle Due Sicilie, avendo saputo di tali scuole, mandò i monaci Vuoli e Gentile in Germania per poterlo apprendere e divulgare anche nel Regno delle Due Sicilie; i suddetti monaci, al loro ritorno, scrissero dei libretti al fine di divulgare e pubblicizzare il metodo; lo stesso Cagnazzi afferma di essersi occupato dello stabilimento di scuole normali d'istruzione nella sua città natale Altamura.

### IlSaggio sopra i principali metodi
Nell'anno 1818 si parlava molto del nuovo metodo d'insegnamento inglese e Cagnazzi, al fine di chiarire bene che cosa si intendesse con tale metodo e dirimere le valutazioni negative fatte a priori da taluni, scrisse un'opera dal titolo Saggio sopra i principali metodi d'istruire i fanciulli.
L'opera fu terminata nel gennaio del 1819 e successivamente pubblicata con una dedica al Principe di Cardito, il quale promuoveva l'efficacia del metodo inglese. Nel suo lavoro, Cagnazzi parte da considerazioni generali e analizza i vantaggi che deriverebbero dall'alfabetizzazione di un popolo. Analizza anche il sistema ordinario di istruzione del Regno delle Due Sicilie, da Cagnazzi reputato "vituperevole", nonché il metodo insegnato da Quintiliano e il "metodo normale", introdotto in Germania. Cagnazzi parla anche del metodo di Johann Heinrich Pestalozzi e fa le sue osservazioni. Infine introduce il metodo inglese e mostra i vantaggi che si otterrebbero dal suo utilizzo. Di tutti i metodi esposti, Cagnazzi mostra i pregi e i difetti e, secondo quanto riportato da Cagnazzi, tale opera ebbe notevole successo e "fu molto applaudita fuori". Essa metteva a confronto i vari metodi d'insegnamento (cosa che, afferma il suo autore, non era stata ancora tentata da nessuno).
Nelle prime pagine, Cagnazzi espone alcune considerazioni dal contenuto assai innovativo e moderno; in particolare:
(Cagnazzi1819, pp. 2-3)
Tali considerazioni sono sicuramente ispirate dalle esperienze della sua stessa vita; infatti nelle prime pagine della sua autobiografia, Cagnazzi racconta come fu costretto a studiare discipline che lui non sopportava, come ad esempio il diritto o le lettere, preferendo nettamente le discipline scientifiche e naturalistiche. Un suo insegnante gli disse di aver avuto una strana "malattia" a causa dello studio di discipline non congeniali e mise in guardia Cagnazzi dal prendersi una malattia simile. Inoltre, in uno scritto conservato presso l'Archivio Biblioteca Museo Civico, Cagnazzi racconta di Paolo Ruggeri, un giovane appassionato di matematica la cui carriera fu osteggiata dal "barbaro padre", il quale voleva che il figlio studiasse teologia e che, nonostante ciò, diventerà professore (seppur per pochissimo tempo) presso l'Università di Altamura.
Nel saggio, Cagnazzi espone anche un metodo da lui inventato e consistente in un gioco molto simile al lotto con lettere dell'alfabeto (oppure sillabe) al posto dei numeri; secondo Cagnazzi questo metodo avrebbe consentito di insegnare a leggere e scrivere a "moltissimi fanciulli" con minor sforzo.

### Elementi di cronologia matematica e storica
"Vedendo da gran tempo che nelle scuole si mancava un compendio di cronologia matematica e storica da servire da istruzione a' giovanetti", Cagnazzi decise di scriverne uno. Cominciò a scriverlo a ottobre 1836 e lo completò nell'inverno dello stesso anno. Il libro, dal titolo Elementi di cronologia matematica e storica per gli giovanetti fu molto lenta e terminò nell'agosto 1838. Ciò suggerisce che Cagnazzi potesse essere impegnato nell'insegnamento di adolescenti.

## Contributi in archeologia
Nella sua autobiografia, Cagnazzi afferma di aver fatto alcuni scavi archeologici in compagnia di Alberto Fortis nei sepolcreti della sua tenuta in contrada San Tommaso, in Altamura.
Durante la visita di re Ferdinando IV di Napoli a Gravina in Puglia e Altamura nell'anno 1797, furono sistemate alcune strade che il re avrebbe utilizzato per recarsi a Lecce. In tale occasione, su una strada che passava sotto una masseria della famiglia Cagnazzi (presumibilmente quella in via Santeramo, contrada San Tommaso), furono trovati scavando due vasi antichi definiti dal Cagnazzi "grossi e bellissimi", di cui uno intatto. Tale vaso fu portato nella tenuta del Cagnazzi e quest'ultimo li ripulì e cercò di comprendere il significato delle figure rappresentate. Mostrò i vasi e ne parlò a molti, tra cui Gioacchino de Gemmis e il vaso fu in seguito presentato al re nella casa del prelato de Gemmis. Cagnazzi fu chiamato a spiegare che cosa indicassero quelle figure. Essendo piaciuta la spiegazione, Cagnazzi fu designato soprintendente archeologico della parte meridionale della Provincia di Bari e della Basilicata, al fine di vegliare "circa le antichità che si rinvenivano in quella Provincia". In seguito, Cagnazzi ricevette una lettera di rimprovero del Soprintendente generale degli scavi Felice Nicolas per non aver vigilato sugli scavi fatti dal generale Giuseppe Lechi.
Tale designazione avvenne all'insaputa dello stesso Cagnazzi e questo afferma che svolgere il compito di soprintendente fu "una grave tortura di spirito", sebbene alla fine le sue relazioni fossero "sempre apprezzate e lodate".
Sempre in campo archeologico molto successo ebbe, soprattutto all'estero, la sua opera Su i valori dei pesi e delle misure degli Antichi Romani desunti dagli originali esistenti nel Real Museo Borbonico di Napoli, nella quale Cagnazzi forniva ragguagli sulle unità di misura degli antichi Romani e sulla loro conversione nelle unità di misura moderne. Scrive Cagnazzi che il libro "fu [...] ben ricevuto all'estero, e tutti i giornali ne parlarono vantaggiosamente, così per la precisione, come per l'esattezza con la quale fu trattata la materia". Il libro fu scritto da Cagnazzi in seguito a una commissione richiesta al Cagnazzi di una relazione sui pesi e le misure dei reperti del Real museo borbonico di Napoli, provenienti da Ercolano e Pompei; lo studio portò via più tempo di quanto Cagnazzi credeva, ma ciononostante, l'opera riscosse un enorme successo, e molti consoli e ministri esteri ne chiesero una copia. L'opera fu pubblicata nel 1825 e fu anche tradotta in tedesco da Johan Heinrich Schubothe.

## Religiosità
Dall'autobiografia di Cagnazzi emerge una profonda e sentita religiosità, testimoniata anche da due sue opere di carattere religioso che ebbero notevole successo ai suoi tempi. Le due opere furono Leges in Catholica Ecclesia vigentes apto ordine digestae e I precetti della morale evangelica (1823).
L'opera Leges in Catholica Ecclesia vigentes apto ordine digestae rappresenta un'opera storico-religiosa con la quale Cagnazzi metteva ordine tra le leggi e i decreti della Chiesa cattolica. Secondo quanto riportato dallo stesso Cagnazzi nella sua autobiografia, grande successo ebbe l'opera I precetti della morale evangelica (1823), con la quale Cagnazzi riteneva di aver adempiuto persino più del dovuto all'obbligo pastorale di predicare il Vangelo.
Cionondimeno, la sua religiosità sembra meno rozza di quanto si potrebbe credere. Definisce, infatti, "sciocchi" i preti di Altamura che diffondevano la superstizione ed ebbe come suo insegnante presso l'Università degli Studi di Altamura il primicerio Giuseppe Carlucci, contrario alla superstizione e accusato da alcuni di non essere credente.
Sebbene abbia un irrilevante valore scientifico, la sua opera Su la varia indole delle forze agenti nell'universo (1845), nella quale mescola fisica e Cattolicesimo, risulta assai interessante per comprendere la sua religiosità.

### Padre Cassitto e ilSaggio sulla popolazione
Con la Restaurazione e il ritorno dei Borbone, alcuni scritti di Cagnazzi finirono con l'essere oggetto di critica. In particolare, Cagnazzi intendeva ripubblicare il primo volume del suo Saggio sulla popolazione del Regno di Puglia, pubblicato sotto i francesi e tale libro fu dato a rivedere al padre domenicano Luigi Vincenzo Cassitto.
In un rapporto segreto, Cassitto accusava Cagnazzi di "sentimenti costituzionali" (il libro fu scritto sotto i francesi, quindi in un periodo di minore censura), e scrisse che Cagnazzi affermava che "non vi è legge che tanto sia ben eseguita quanto quella che è uniforme ai costumi popolari, purché questi non siano contro al giusto". Cagnazzi aveva scritto che togliersi il berretto per rispetto politico o religioso era "contro la cautela che aver si deve per la propria salute, nato dall'abuso de' tempi d'ignoranza". E Cassitto ne dedusse che Cagnazzi "negava il culto religioso", al che Cagnazzi si adirò. Il diverbio terminò allorché Cagnazzi si propose di riscrivere la pagina del suo libro oggetto di critiche e ne fu permessa la ripubblicazione.

## Relazioni con altri studiosi

### Alberto Fortis
Cagnazzi conobbe Alberto Fortis (1741-1803) poco dopo il 1787, allorché allo scienziato padovano, di ritorno dai Balcani e giunto a Molfetta, fu mostrato dallo scienziato Giuseppe Maria Giovene il Pulo di Molfetta. Inizialmente Fortis credeva che Cagnazzi fosse una persona rozza e cominciò a trattarlo con disprezzo, ma ben presto cambiò idea su di lui e gli mostrò tutto il suo affetto. Cagnazzi afferma che Alberto Fortis "quanto era grande per le facoltà intellettuali, altrettanto mancava di quelle del cuore".
L'incontro con Fortis fu fondamentale nella formazione di Cagnazzi; come lui stesso scrive, "la conversazione privata e quasi continua con esso formò lo sviluppo del mio intendimento". Inoltre fece aprire gli occhi a Cagnazzi sulla reale preparazione degli accademici napoletani. In precedenza, Cagnazzi credeva che gli accademici napoletani avessero un adeguato livello di preparazione ma successivamente, grazie a Fortis, cominciò a comprendere come a Napoli "di tutto si voleva fare mistero" e non era riuscito ad avere una chiara idea delle materie scientifiche, in particolare di chimica e mineralogia. Cagnazzi riconobbe la netta superiorità della preparazione di Fortis e le molte conversazioni e scambi di opinioni con lui contribuirono a svegliarlo "da quella timidezza naturale a tutti i giovani moderati". Fortis lo incoraggiò a scrivere su un giornale di Vicenza e quest'esperienza gli fece capire di avere le facoltà di competere con gli accademici napoletani nelle materie scientifiche. In seguito alla conoscenza con Fortis, Cagnazzi svilupperà una spiccata fiducia nelle proprie capacità, in modo particolare nelle discussioni con gli accademici napoletani, e persino disprezzo nei confronti di questi, considerati molto impreparati. Tale pensiero compare assai spesso all'interno dell'autobiografia di Cagnazzi.
Allorché Felice Lioy si recò in Puglia, Cagnazzi lo aiutò a redigere alcuni rapporti per la Real Segreteria delle Finanze del Regno di Napoli, di cui Lioy era stato incaricato. Notò allora Cagnazzi quanto questi fosse superficiale "nelle materie economiche". Cagnazzi lo aiutò, ma Alberto Fortis lo rimproverò per aver aiutato una persona incompetente e farla be figurare.
Dopo che Fortis ebbe lasciato il Regno di Napoli (inverno 1789), ebbe con Cagnazzi una fitta corrispondenza, specie in questioni inerenti alla mineralogia con scambio anche di minerali provenienti da mezza Europa. In seguito alla faccenda del Pulo di Molfetta (cioè la questione del salnitro, utilizzato per la fabbricazione della polvere da sparo), Cagnazzi racconta che Fortis era malvisto a Napoli e questo perse persino la Badia "datagli dal Re precedentemente".

### Giuseppe Maria Giovene
Nel corso di tutta la sua vita, Cagnazzi mantenne una profonda e sincera amicizia con il naturalista molfettese Giuseppe Maria Giovene (1753-1837). Sembra plausibile ipotizzare che Giovene e Cagnazzi si siano conosciuti contemporaneamente all'incontro di Alberto Fortis, quindi poco dopo il 1787. Come scritto nella sua autobiografia, Cagnazzi fece visita a Giovene ogniqualvolta si trovava a passare da Molfetta e, nella stessa autobiografia, lo definisce il suo "antico" amico.

## Cagnazzi e il cardinale Ruffo
Cagnazzi incontrò il cardinale Fabrizio Ruffo di Bagnara per ben due volte nel corso della sua vita ed entrambi gli incontri sono ben documentati all'interno della sua autobiografia. Nella prima (anno 1799), mentre Cagnazzi si trovava a Venezia, la gentildonna Marina Querini Benzoni disse a Cagnazzi che voleva presentargli un suo conterraneo, e lo presentò al cardinale Ruffo. Inizialmente Cagnazzi era molto confuso, pur non dandolo a vedere, e celò la sua vera identità affermando che, durante i fatti della Repubblica Napoletana del 1799 Cagnazzi era in Sicilia; in compagnia della gentildonna, i due parlarono "su di molte cose letterarie" e il cardinale gli garantì la sua protezione.
Nell'anno 1800, il fratello Giuseppe, avendo perso sua moglie Elisabetta de Gemmis, chiese a Cagnazzi di ritornare ad Altamura, in virtù anche delle garanzie concesse dalla pace di Firenze, al fine di istruire i propri figli. Cagnazzi allora si recò a Roma al fine di ottenere un passaporto per il Regno di Napoli. Si presentò dal cardinale Ruffo, all'epoca ministro a Napoli ed ebbe con questi un lungo discorso. Ruffo aveva letto i suoi lavori scritti mentre era a Firenze e sconsigliò a Cagnazzi di ritornare. Ruffo chiese a Cagnazzi se era stato in Francia, e gli rispose che era stato a Venezia, dove si erano incontrati e aveva celato la sua vera identità. Ruffo allora gli chiese perché aveva celato la propria identità, dal momento che avrebbe potuto aiutarlo fin d'allora. Cagnazzi rispose che gli era giunta voce che "in Napoli la Giunta giudicò molti da V. Ecc. risparmiati e protetti". Cagnazzi ottenne il passaporto "senz'alcuna clausola" e Ruffo aggiunse che "se qualche molestia mi fosse data come Napoletano emigrato, fossi subito andato da lui".
Essendogli stato detto da alcuni che poteva avere delle difficoltà, una volta giunto a Napoli, per non essersi avvalso dell'indulto, Cagnazzi si recò di nuovo da Ruffo il quale gli rispose: "Dite a codesti Signori che io sono un galantuomo e non un traditore".

## La Banca del Tavoliere di Puglia
Secondo quanto raccontato dallo stesso Cagnazzi, egli fu coinvolto, in qualità di persona esperta, nella fondazione di una banca, nata sulla base di un suo progetto, con lo scopo di risollevare lo stato di povertà e sottosviluppo del Tavoliere delle Puglie. Era previsto un investimento da parte del signor Van-Aken di Bruxelles e Cagnazzi, a quanto pare, sconsigliò di fare tale investimento; del resto, lo scopo di tutte le banche del Regno delle Due Sicilie era quello di realizzare una qualche forma di bancarotta fraudolenta.
Come previsto da Cagnazzi, Van-Aken perse quasi tutto il suo denaro investito e ne nacque una crisi diplomatica tra il Regno delle Due Sicilie e il Belgio e i Paesi Bassi.

## Il risarcimento per i fatti del 1799
Come documentato nella sua autobiografia, Cagnazzi chiese in più occasioni ai vari governi sia francesi, sia borbonici del regno un risarcimento per i danni subiti dalla sua famiglia in seguito ai fatti del 1799 ad Altamura. I vari governi che si succedettero addussero diverse ragioni per il mancato risarcimento, tra cui la necessità di risarcire tutti se avessero risarcito anche una sola persona. Non è ben chiaro se Cagnazzi alla fine sia riuscito a ottenere tale ristoro economico.
Una causa riguardante il nipote Ippolito de Samuele Cagnazzi, sua moglie Mariantonia Martucci e lo stesso Luca de Samuele Cagnazzi, riportata nel Repertorio sull'amministrazione civile del Regno delle Due Sicilie del 1851, potrebbe fare riferimento proprio a tale risarcimento, più volte richiesto da Cagnazzi.

## La visita dei re di Napoli ad Altamura nel 1797

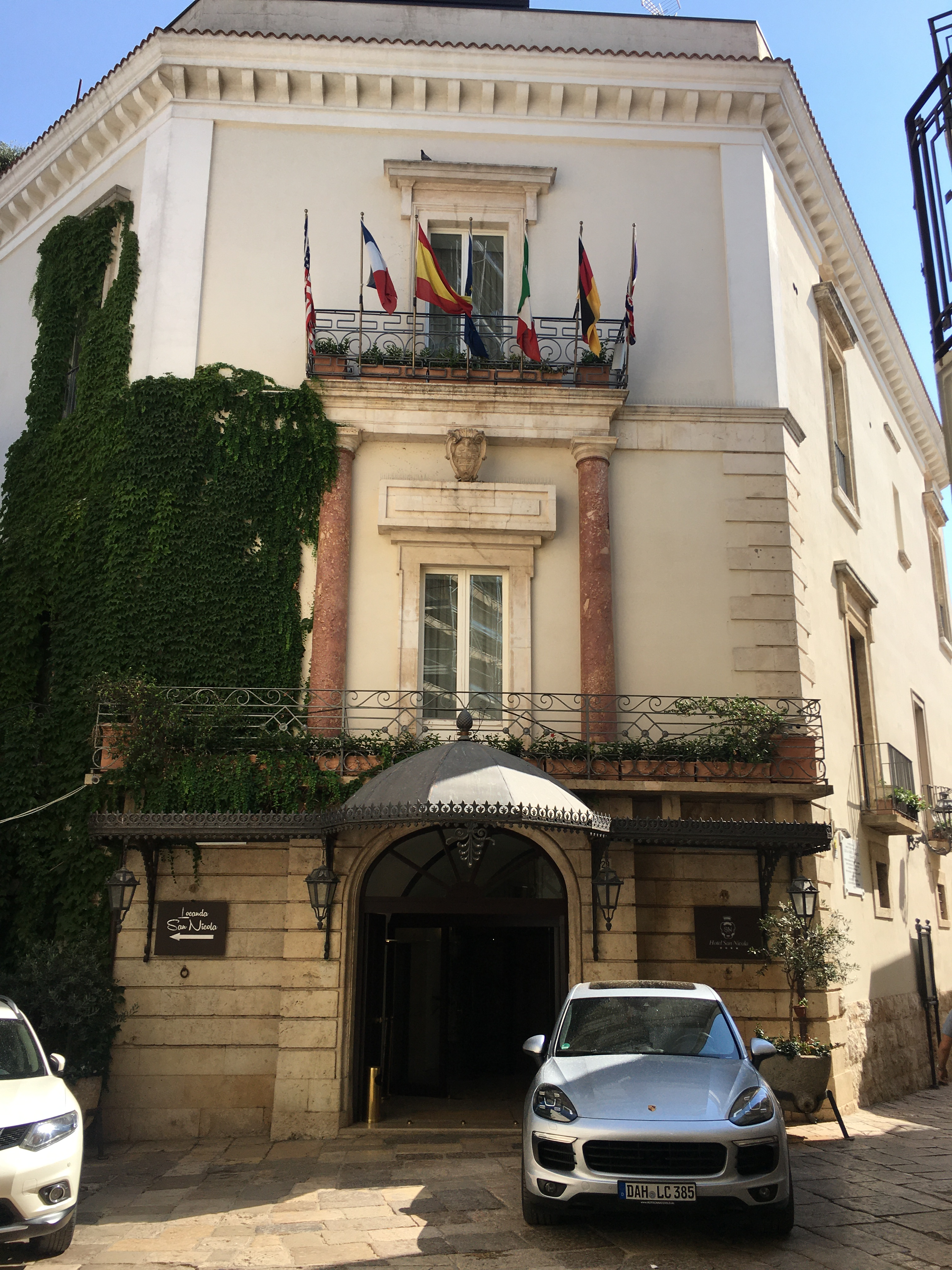
Palazzo Cagnazzi, ad Altamura

Nella seconda metà del Novecento fu ritrovata in una soffitta di palazzo Cagnazzi ad Altamura una notevole quantità di documenti della famiglia Cagnazzi. In uno di questi documenti era descritta dal Cagnazzi la visita dei reali Ferdinando IV e Maria Carolina d'Austria nella città di Altamura nell'anno 1797. Lo stesso evento è descritto anche in un documento anonimo, pubblicato sulla Rassegna pugliese di scienze, lettere ed arti nel maggio 1900.
Il resoconto della visita risulta particolarmente dettagliato e viene descritta l'estrema affettuosità degli altamurani, notata dallo stesso re e dal suo seguito, come si evince anche dalle lettere che il re scrisse in quei giorni (in confronto l'accoglienza a Cerignola era stata alquanto ostile, come raccontato dallo stesso re); la visita suscitò commozione e lacrime da parte sia del re e del suo seguito, sia degli altamurani. Un'altra accoglienza particolarmente sentita e commossa fu quella dell'8 aprile 1807 in occasione del passaggio per Altamura di Giuseppe Bonaparte, re di Napoli.

## Incarichi
- Professore di matematica analitica e sintetica presso L'Università degli Studi di Altamura (1786-1792)
- Professore di Logica, fisica e metafisica e responsabile dell'Osservatorio meteorologico di Altamura (1792-1799)
- Capo Dipartimento del ramo statistica del Ministero dell'interno del Regno di Napoli.[118]
- Professore di economia politica a Firenze[45]
- Professore di economia politica presso l'Università degli Studi di Napoli (ottobre 1806 - ?)[119]
- Soprintendente degli scavi archeologici[120]
- Direttore del primo e secondo Burò della IV Divisione del Ministero dell'interno del Regno di Napoli[121]
- Deputato di Giustizia dell'Ordine Costantiniano (1841-?)[122]
- Presidente della Commissione di pubblica istruzione (1847)[123]
- Deputato della Provincia di Bari (1848)[41]

## Onorificenze
- Cavaliere di giustizia del Sacro Militare Ordine Costantiniano di San Giorgio[124]
- Cavaliere (titolo mantenuto anche dopo il 1815 grazie al Trattato di Casalanza)[125]
- Beneficio semplice di San Vito in Vietri di Potenza[126]
- Cavaliere dell'Ordine reale delle Due Sicilie[127]

## Accademie
- Socio dell'Accademia dell'Arcadia col titolo di Arcade (1827-?);[128]
- Socio fondatore dell'Accademia Pontaniana[129]

## Genealogia
- Ippolito de Samuele Cagnazzi - padre
- Livia Nesti - madre
- Giuseppe de Samuele Cagnazzi (1763-1837) - fratello
- Ippolito de Samuele Cagnazzi - fratello[senza fonte]
- Elisabetta de Gemmis (?-1799) - cognata (moglie del fratello Giuseppe)
- Maria Elisabetta de Samuele Cagnazzi, detta "Bettina" (1809-1900) - nipote di Cagnazzi nonché moglie di Michele Zampaglione[130][131][132]
- Giuseppe Pomarici Santomasi - nipote[133]
- Maria de Samuele Cagnazzi - nipote[134]
- Pietro Martucci - pronipote (figlio di Maria de Samuele Cagnazzi)[134]
- Ippolito de Samuele Cagnazzi - nipote (figlio di Giuseppe de Samuele Cagnazzi e sposato con Mariantonia Martucci, detta Antonietta)[135][136][137]

## Opere
- Istituzioni di matematica e fisica[51]
- A qual secolo appartenga l'anno 1800. Risposta all'opuscolo: quando compiasi il secolo XVIII ed abbia principio il secolo XIX, Venezia, Stampe Giovanni Zatta, librajo di Frezzeria, 1800.[138]
- Elementi dell'arte statistica, vol. 1, Napoli, Stamperia Flautina, 1808.
- Elementi dell'arte statistica, vol. 2, Napoli, Stamperia Flautina, 1809.
- Elementi di economia politica dell'arcidiacono Luca De Samuele Cagnazzi ad uso della Regia universita degli studi di Napoli, Napoli, Domenico Sangiacomo, 1813.
- Saggio sopra i principali metodi d'istruire i fanciulli, Napoli, Tipografia di Angelo Trani, 1819.
- Saggio sulla popolazione del Regno di Puglia ne' passati tempi e nel presente, Napoli, Tipografia Angelo Trani (vol. 1), Tipografia della Società Filomatica (vol. 2), 1820 (vol. 1), 1839 (vol. 2).[108]
- Sul Tavoliere di Puglia Lettera del Caval. Luca de Samuele Cagnazzi ... al Signor Simonde de Sismondi, Napoli, Angelo Trani, 1820.[139]
- I precetti della morale evangelica posti in ordine didascalico dall'arcidiacono Luca de Samuele Cagnazzi, Napoli, Tipografia di Angelo Trani, 1823.
- Su i valori delle misure e dei pesi degli antichi romani desunti dagli originali esistenti nel real museo borbonico di Napoli, Napoli, Tipografia di Angelo Trani, 1825.
- Analisi dell'economia privata e pubblica degli antichi relativamente a quella de' moderni, Napoli, Tipografia della Società Filomatica, 1830.[140]
- Sul dissodamento de' pascoli del Tavoliere di Puglia e sull'affrancazione de' suoi canoni, Napoli, Tipografia della Società Filomantica, 1832.
- Tavole di mortalità in Napoli e nelle provincie ... lette ... 1828, 1832.
- Sul dissodamento de' pascoli del Tavoliere di Puglia e sull'affrancazione de' suoi canoni, Napoli, Stamperia della Società Filomatica, 1832.
- Elementi di cronologia matematica e storica per gli giovanetti, Napoli, Tipografia della Società Filomatica, 1838.[97]
- Lettera al signor D. Matteo Augustinis sullo stato dell'economia e della statistica nel Regno delle Sicilie al cadere del secolo XVII e cominciamento del secolo XIX, Napoli, Stamperia della Società Filomatica, 1839.
- Notizie varie di Altamura. Raccolte, e scritte da me Luca de Samuele Cagnazzi l’anno 1839, 1839., manoscritto conservato presso la biblioteca Archivio Biblioteca Museo Civico (A.B.M.C.) di Altamura.
- Saggio sulla popolazione del Regno di Puglia (che contiene lo stato presente), vol. 2, Napoli, Società filomatica, 1839.[141]
- Tonographiae Excogitatio, Stamperia della Società Filomatica, 1841.
- La tonografia escogitata da Luca de Samuele Cagnazzi, Napoli, Stamperia della Società Filomatica, 1841.
- Necrologio di Giovanni Battista Manfredi, in Poliorama pittoresco, VII, 1843,  p. 349., contenuto in  Michele Marvulli, Il declino dell’Università di Altamura in un inedito di Luca de Samuele Cagnazzi,  pp. 195-197.
- Su la varia indole delle forze agenti nell'universo, Napoli, Stamperia della Società Filomatica, 1845.
- Alessandro Cutolo (a cura di), La mia vita, Milano, Ulrico Hoepli, 1944.
- Leges in Catholica Ecclesia vigentes apto ordine digestae.[142][104]

### Pubblicazioni
- Transunto d'un discorso meteorologico sugli anni 1792 e 1793, in Opuscoli scelti sulle scienze e sulle arti, vol. 7, Milano, Giuseppe Marelli, 1794.
- Memoria sulle curve parallele di Luca Cagnazzi con due lettere dello stesso riguardanti la detta memoria dirette al Signor D. Giuseppe Saverio Poli, scritta tra il 1787 e il 1789, pubblicata dopo il 1794.[143]
- Lettera dell'Arcidiacono Luca Cagnazzi al Cantore D. Vito Angelo Bisceglia [su un esperimento di semina], in Giornale Letterario di Napoli, XCV, 15 marzo 1798.[84]
- Descrizione di una rosa mostruosa (1799)[144]
- Migliorazione delle macchine elettriche (1801)[144]
- Breve saggio sulla temperatura d'Italia (1801)[144]
- Considerazioni sugl'igrometri colla migliorazione di quello di Saussure, in memoria letta all'Accademia dei Georgofili il 25 febbraio 1801.[145][146]
- Osservazioni e conietture sul male detto della Tarantismo che domina nelle campagne di Puglia, in memoria letta all'Accademia dei Georgofili il 18 marzo 1801.[147][148][149][150]
- Congetture su di un antico sbocco dell'Adriatico per la Daunia fino al seno tarantino, in Memorie di matematica e fisica della Società italiana delle scienze, XIII, parte II, Modena, Società Tipografica, 1807,  p. 189.[151][152]
- Sull'uso delle osservazioni meteorologiche per ben dirigere la nostra agricoltura, in Atti del Reale Istituto d'incoraggiamento, 1806.[153]
- Del legittitmo diritto di S.M. Giuseppe Napoleone 1° sulla Corona delle Due Sicilie.[154]
- Discorso sulle cause della sospensione delle terre nell'atmosfera, in Memorie della Società Pontaniana di Napoli, 1810,  pp. 171-186.
- Su lo stato naturale e sull'industria rurale della campagna di Puglia, in Atti del Reale Istituto d'incoraggiamento, 1810.[155]
- Notizie dei prezzi di alcune derrate di alimento per più di due secoli, in Atti della Società Pontaniana di Napoli, Stamperia Reale, 1810,  p. 145.[156]
- Concordato fra Sua Santità Pio VII Sommo Pontefice e Sua Maestà Ferdinando I Re del Regno delle Due Sicilie, Napoli, Tipografia del Ministero di Stato della Cancelleria Generale del Regno delle Due Sicilie, 1818.[157]
- Sul periodico aumento delle popolazioni - Memoria letta nella Real Accademia delle Scienze di Napoli nel dì 16 aprile 1819, 1819.[158]
- La vaccinazione giova o no all'aumento della popolazione?, in Annali universali di statistica, vol. 27, Milano, Editore degli Annali universali, 1831,  p. 153.[159]
- Sugli effetti risultanti all'umano intendimento dall'uso di meccanismi nelle arti e nelle scienze (memoria letta il 13 gennaio 1833 all'Accademia Pontaniana).[160]
- Lettera del Cav. Luca de Samuele Cagnazzi al marchese Giuseppe Ruffo in occasione della memoria da questi pubblicata "Sull'utilità di migliorare razze equine di real conto", in Il progresso delle scienze, delle lettere e delle arti, X (4), Napoli, Tipografia Flautina, 1835,  pp. 209 e succ..[161]
- Sull'uso della sintesi e dell'analisi nell'istruzione delle scienze matematiche.
- Sullo stato dei calori di Puglia.[51]
- Sulla temperatura di Napoli.[51]
- Volgarizzamento del quadro della vita umana di Cebete Tebano.[51]
- Sulla probabilità di vita nel Regno di Napoli.[51]

### Elogi funebri
- Alla Santa Memoria di Leone XII. Sommo pontefice. Elogio letto ne' solenni funerali, Napoli, Gennaro Palma, 1829.
- All'augusta memoria di Maria Cristina di Savoia. Regina delle Sue Sicilie. Elogio letto ne' solenni funerali, Napoli, Stamperia della Società Filomatica, 1836.[162]

### Cause civili
- Riconoscimento e liquidazione di credito a carico del Comune di Altamura - Ippolito e Luca de Samuele Cagnazzi, in Repertorio sull'amministrazione civile nel Regno delle Due Sicilie, vol. 1, Napoli, Stabilimento Fu Migliaccio, 1851,  p. 572.

### Traduzioni in altre lingue
- Über den Wert der Masse und der Gewichte der alten Römer, traduzione di Johan Heinrich Schubothe, Copenhagen, 1828.[103][163]

## Nella cultura di massa
Il liceo classico della sua città natale Altamura porta il suo nome.

### Libri
- Bianca Tragni, Cagnazzi. Uno scienziato nelle rivoluzioni, Mario Adda Editore, 2017, ISBN 978-8867173365.